# モスクワ総主教

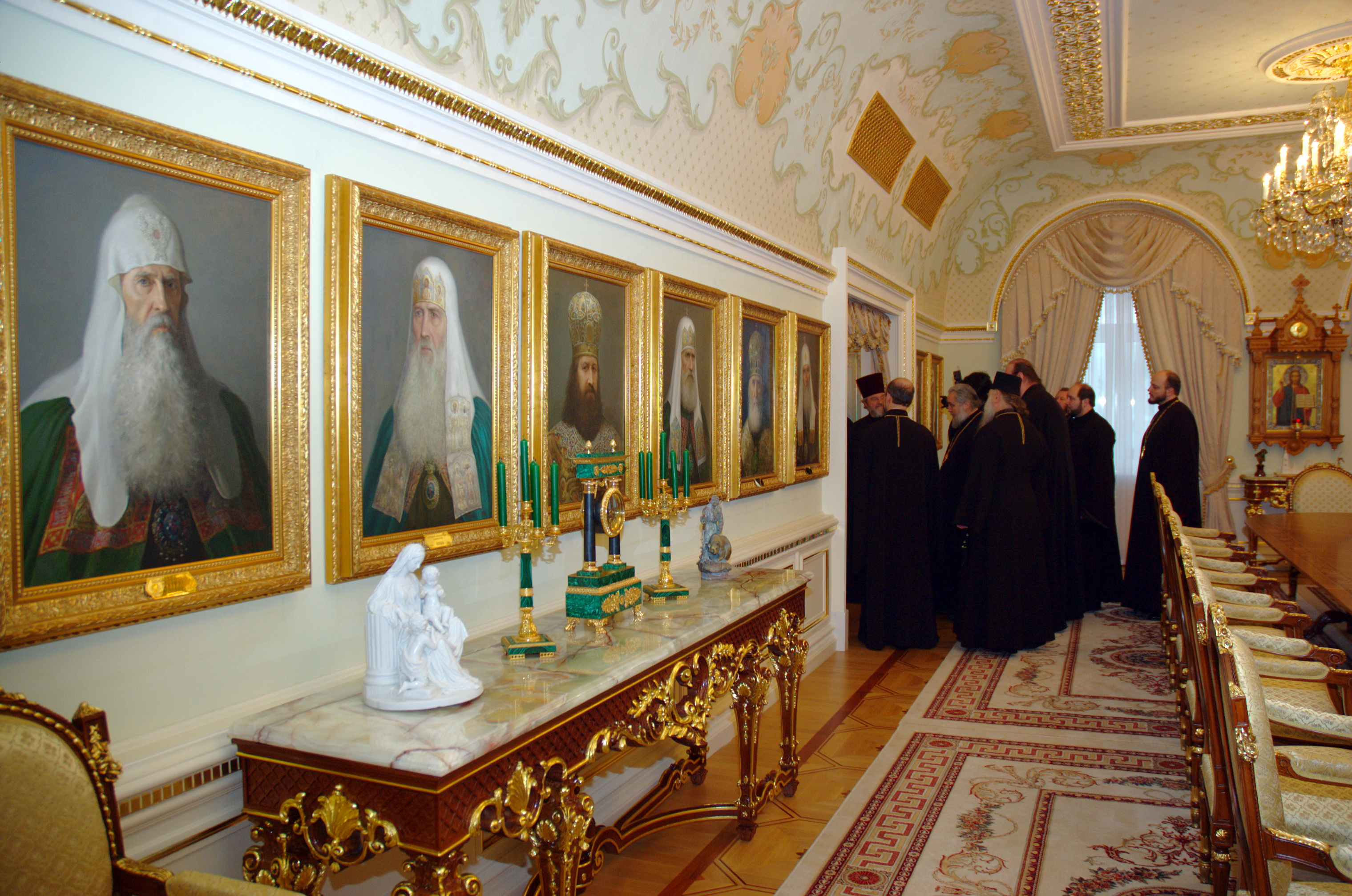
モスクワ総主教公邸の一室。歴代モスクワ総主教の肖像が掛けられている。ここでは多くの総主教達がクーコリを被った姿で描かれている。

モスクワ総主教（モスクワそうしゅきょう）は、ロシアの独立した正教会であるロシア正教会の長たる総主教。正式な称号はモスクワおよび全ロシア総主教である。現在のモスクワ総主教はキリル1世である（2009年2月1日より）。
- ロシア語: Патриарх Московский и всея Руси
- 英語: Patriarch of Moscow and All Russia

ロシア正教会と海外に展開するロシア正教会系の教区を管掌する他、ロシア正教会を母教会とする自治教会で新たな首座主教が選立された際に、これを承認する。

## 歴史
ロシアの正教会は、1448年以降、事実上コンスタンディヌーポリ総主教庁から独立していたが、その頂点である首座主教は従来通り、モスクワ府主教の位階を有すに止まっていた。
1589年になって、モスクワ大公国の実権を握っていた摂政ボリス・ゴドゥノフはロシア教会の公式の独立を望み、コンスタンディヌーポリ総主教イェレミアス2世、および他の3人の総主教（アレクサンドリア総主教、アンティオキア総主教、アレクサンドリア総主教）の認可を取った。そのことにより、ロシア正教会は独立した正教会と認められ、その頂点にはモスクワ総主教がおかれた。
1721年、教会を統制する事を意図したツァーリ：ピョートル1世によって総主教座はいったん廃止されたが、ニコライ2世のもとで総主教座復活が模索され、ロシア革命直後の1917年に復活した。しかし1925年のティーホン総主教の永眠後1943年までの間、今度はソビエト連邦政府による宗教弾圧政策の一環としてまたしても後任の総主教が選立されない事態を迎えた。1943年になってようやく一定程度の宥和策に転じた当局から総主教の選立が許可された。
これまでの総主教のうち有名な者には、17世紀初頭の動乱時代にモスクワに侵攻してきたポーランド人に対して祝福を与える事を拒んだゲルモゲン、同じく17世紀初頭のフィラレート（ミハイル・ロマノフの父）、17世紀後半に正教会を結果として分裂させたニーコン(en)、ボリシェヴィキによるロシア革命時に致命した聖ティーホンがいる。

## 歴代総主教一覧
ロシア語名ではなく、教会スラヴ語の再建音を用いて記述する。例えば Иосиф はヨシフ（ロシア語名転写）ではなくイオシフ（教会スラヴ語再建音）として記述する。ロシア正教会においても日本正教会においても、日常的に奉神礼において用いられるのは教会スラヴ語読み・教会スラヴ語風転写だからである。括弧内は在位年。
- イオフ (1589年 - 1605年)
- イグナティ (1605年 - 1606年)
- ゲルモゲン (1606年 - 1612年)
  - 空位 (1612-1619)

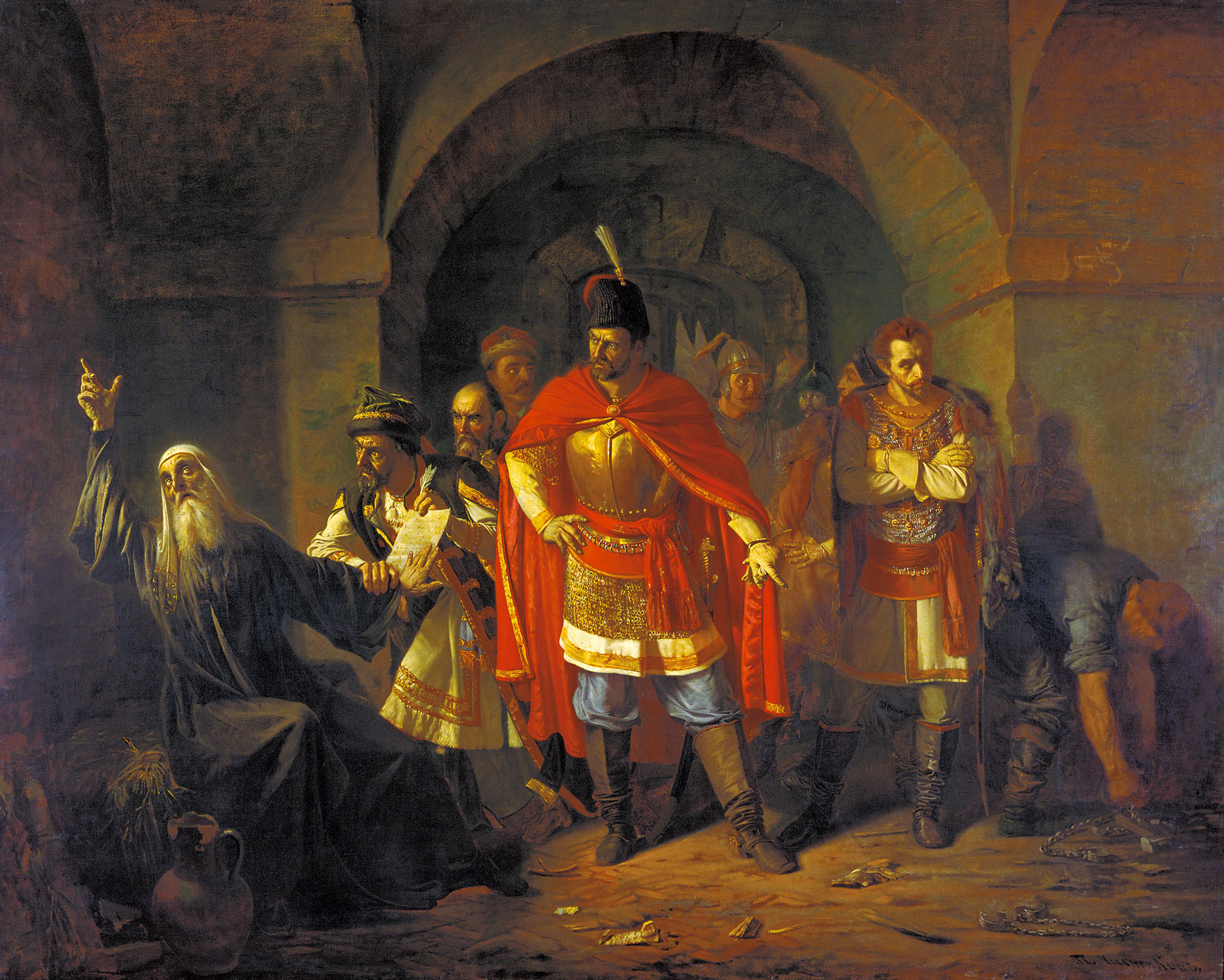
「ポーランド人への祝福を拒む総主教ゲルモゲン」パーヴェル・チスチャコフによる。1860年に描かれた作品。

- フィラレート (1619年 - 1633年)
- イオアサフ1世 (1634年 - 1642年)
- イオシフ (1642年 - 1652年)
- ニーコン (1652年 - 1658年)
  - ピチリム（総主教代行：1672年からモスクワ総主教） (1658年 - 1667年)
- イオアサフ2世 (1667年 - 1672年)
- ピチリム (1672年 - 1673年)
- イオアキム (1674年 - 1690年)
- アドリアン (1690年 - 1700年)
- ステファン・リャザン　（総主教代行：1700年 - 1721年)

ピョートル1世により1700年のアドリアン総主教永眠後、後任の選立は許されず、総主教代行ステファン・リャザンが永眠すると総主教座は廃止され、代わって聖務会院が設置された。以降1917年までモスクワ総主教座は空位となる。

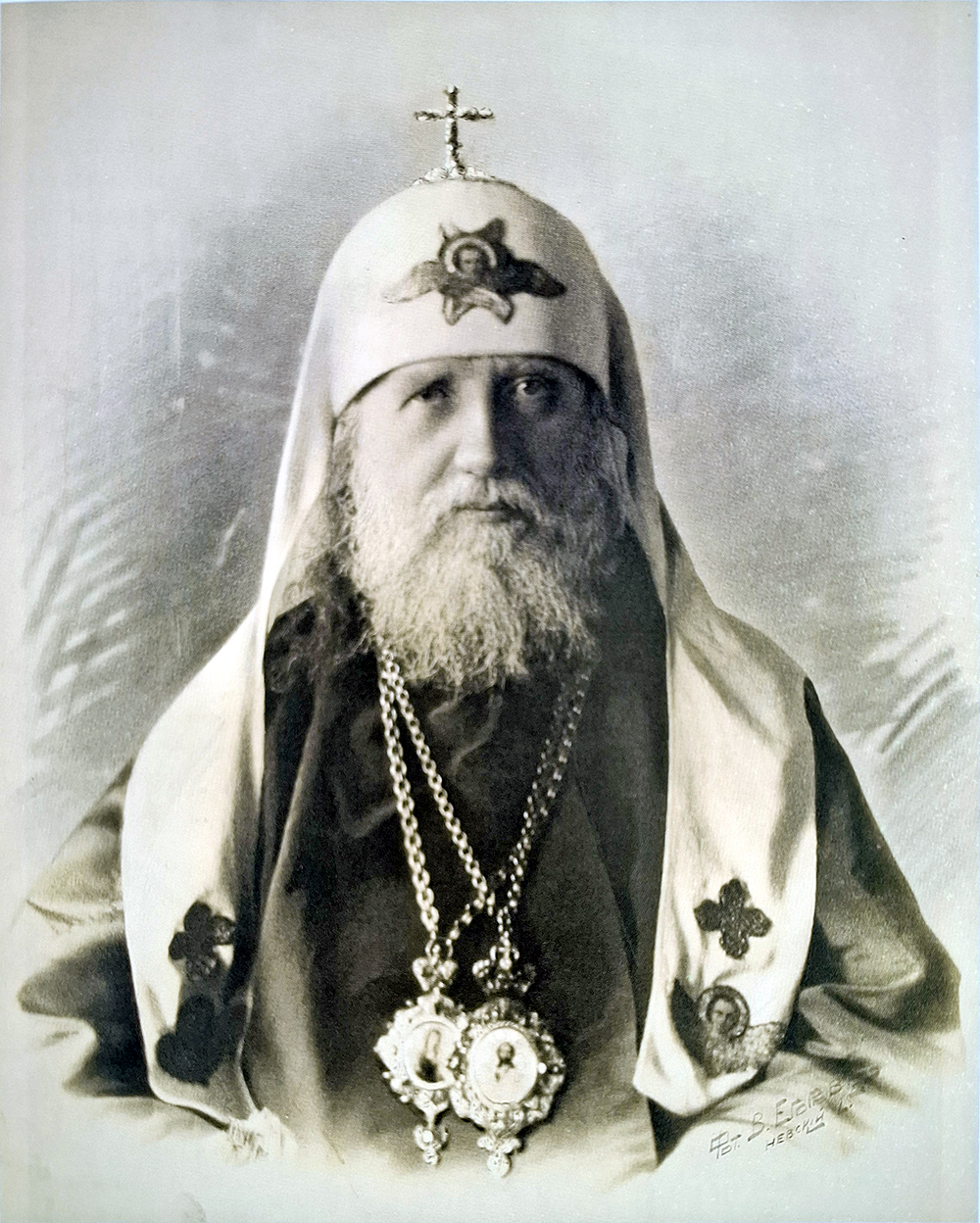
聖ティーホン(在位：1917年 - 1925年)。パナギアを首から掛け、クーコリをかぶっている。

- 聖ティーホン (1917年 - 1925年)
  - 空位（ソヴィエト政権により後任着座が許されず） (1925年 - 1943年)
    - ペートル・クリチキー：総主教代行 (1925年 - 1936年)、実際の代行の任を果たせたのは1925年まで。1936年に銃殺される。
    - セルギイ1世：総主教代行代理 (1926年 - 1936年)
    - セルギイ1世：総主教代行 (1936年 - 1943年)
- セルギイ1世 (1943年 - 1944年)
- アレクシイ1世 (1945年 - 1970年)
- ピーメン1世 (1971年 - 1990年)
- アレクシイ2世 (1990年 - 2008年)
- キリル1世（2009年 - ）

## ロシア古正教会のモスクワ総主教
古儀式派の流れを汲むロシア古正教会（Русская древлеправославная церковь）において、2002年5月9日にアレクサンドル大主教が総主教の座に着いた。現在、ロシアには2人の総主教が並立している。

### ロシア古正教会が正統性を認めるモスクワ総主教
ロシア古正教会が正統性を認める総主教はイオフ (1589年 - 1605年)からイオシフ (1642年 - 1652年)までであり、ニーコン (1652年 - 1658年)以降の総主教を正統と認めない。